# Músculos intercostais internos
Os músculos intercostais internos são músculos do tórax. Envolvidos na expiração